# Manoir de Kerroualch
Le manoir de Kerroualch est un édifice situé à Meslan en France.

## Localisation
Le manoir était situé sur le territoire de la commune de Meslan, au lieu-dit  Kerroualch, dans le département du Morbihan en région Bretagne.

## Description
Édifice du XVIIe siècle à un étage carré construit en moellons en pierre de taille de granite, toiture à longs pans couverte d'ardoises ; pignon découvert. Escalier hors-œuvre ; escalier à vis sans jour. Tour d'escalier écrêtée ; communs détruits. 

## Historique
Le nom de la seigneurie s'est un peu modifié avec le temps. On parle de la Villa Mouale en 1282, puis de Kerrouarc'h, de Keranmoal en 1499 et de Kermoual en 1766. Elle appartient à Henry Le Moign en 1427 et demeure dans la famille jusqu'en 1481. Elle passe par alliance à la famille de Kerancourchin à la suite du mariage de Nicolas de Kerancourhin avec Catherine Le Moign en 1514. Le manoir actuel date du XVIIe siècle. L'accès à l'étage se fait par un escalier à vis situé dans une grosse tour arrière. L'ensemble est restauré par René Baellec, son propriétaire de l'époque, entre 1701 et 1724.
Le manoir est inscrit à l'inventaire général du patrimoine culturel en 1966.